# Google Developer Expert
Un Google Developer Expert (GDE) est une personne reconnue par Google comme possédant une expertise sur le site Google Developer et les technologies open source et produits de Google. Les GDEs sont décernés par l'adhésion au programme Google Developers Experts, établi et administré par l'entreprise. Les GDEs ont une durée de validité d'un an qui peut être prolongée grâce à une contribution active continue à la communauté des développeurs et à la communauté open source de ce produit. Un expert Google Developer ne peut pas être un employé de Google. Les GDE ne sont pas autorisés à « faire des déclarations au nom de Google ou de toute société Google », ils doivent préciser clairement que leurs opinions ne sont pas celles de Google.
En juin 2023, selon le site Web du programme GDE, plus de 1 000 personnes portaient cette désignation.
En 2023, Google a élargi le programme GDE pour inclure des champs plus spécialisées, telles que Google Assistant et Google Pay, afin de reconnaître les experts des technologies Google émergentes. En 2024, la communauté GDE est devenue plus diversifiée à l’échelle mondiale, avec un nombre croissant d’experts d’Asie, d’Afrique et d’Amérique latine rejoignant le programme.

## Produits pris en charge
- Android
- Angular
- Dart
- Flutter
- Firebase
- Go
- Google Assistant
- Google Cloud Plateform
- Google Earth Engine
- Google Glass (uniquement aux USA)
- Google Maps
- Google Pay
- Google Workspace
- Google Workspace Products
- Internet des objets (IoT)
- Kotlin
- Machine Learning (TensorFlow, Keras)
- Technologies web

## Histoire
Le programme a initialement débuté au Japon sous le nom de programme Google Developer API Expert. En juillet 2012, Google l'a renommé programme Google Developers Expert et l'a ouvert aux développeurs du monde entier. En 2014, le site officiel de Google Developers Expert a commencé à faire référence au programme sous le nom de Google Developer Experts.

## Annuaire des experts du monde entier
Ce répertoire contient la liste de tous les « Google Developer Expert ». En juin 2023, selon cet annuaire, plus de 1 000 personnes étaient membres du programme.